# Béla Schick
Béla Schick (Balatonbolgar, 16 de julho de 1877 — Nova Iorque, 6 de dezembro de 1967) foi um pediatra norte-americano nascido na Hungria.
Juntamente com Clemens von Pirquet, cunhou a palavra "alergia" em 1906.

## Vida
Cresceu em Graz, na Áustria, onde estudou Medicina, na Universidade Karl Franz, formando-se em 1900. Entre 1902 e 1923 foi professor na Faculdade de Medicina da Universidade de Viena. Em 1906, ele e von Pirquet cunharam a palavra alergia para definir uma entidade clínica. Em 1910–11, desenvolveu um teste para a susceptibilidade à difteria, que ficou conhecido pelo seu nome ("Teste de Schick"). Em 1923 emigrou para os Estados Unidos, passando a dirigir o Departamento de Pediatria do Hospital Mount Sinai, em Nova Iorque. Em 1929 naturalizou-se cidadão americano. Desde 1936 tornou-se igualmente professor da Universidade de Columbia. Entre 1950 e 1962 dirigiu o Departamento de Pediatria do Hospital Beth-El, em Brooklyn, Nova Iorque. Os seus últimos interesses incidiram sobre os problemas da nutrição em pediatria.

## Principais trabalhos
- C. F. von Pirquet, B. Schick. Die Serumkrankheit. Leipzig: Franz Deuticke, 1905.
- B. Schick, W. Rosenson. Child care today. Garden City, N. Y.: Garden City publishing company, inc., 1934.